# 1799
1799. је била проста година.

## Догађаји

### Март
- 3. март — Окончана је руско-османска опсада Крфа предајом француског гарнизона.
- 7. март. — Војници Наполеона Бонапарте су заузели Јафу и убили више од 2.000 заробљених турских војника.
- 20. март — 21. мај — Опсада Акре (1799)
- 25. март — Битка код Штокаха

### Април
- 5. април — Битка код Мањана
- 16. април — Наполеонове трупе се повукле из Сирије.

### Јул
- 25. јул — Битка код Абукира (1801)

### Септембар
- 24. септембар — Битка код Шајлоа

### Новембар
- 9. новембар — Државним ударом Наполеона Бонапарте и Жозефа Сијеса збачен је са власти директоријум и уведен Конзулат.

## Рођења

### Мај
- 21. мај — Мери Анинг, британски колекционар фосила и палеонтолог (†1847)
- 22. мај — Оноре де Балзак, француски писац (†1850)

### Јун
- 6. јун — Александар Пушкин, руски књижевник (†1837)

### Септембар
- 19. септембар — Рене Каије, француски истраживач (†1838)
- 19. септембар — Јован Хаџић, српски књижевник (†1869)

## Смрти

### Фебруар
- 16. фебруар — Карл Теодор, изборник Баварске

### Септембар
- 10. новембар — Џозеф Блек, шкотски физичар и хемичар. (*1728).

### Децембар
- 14. децембар — Џорџ Вашингтон, амерички председник и генерал